# Rex Smith

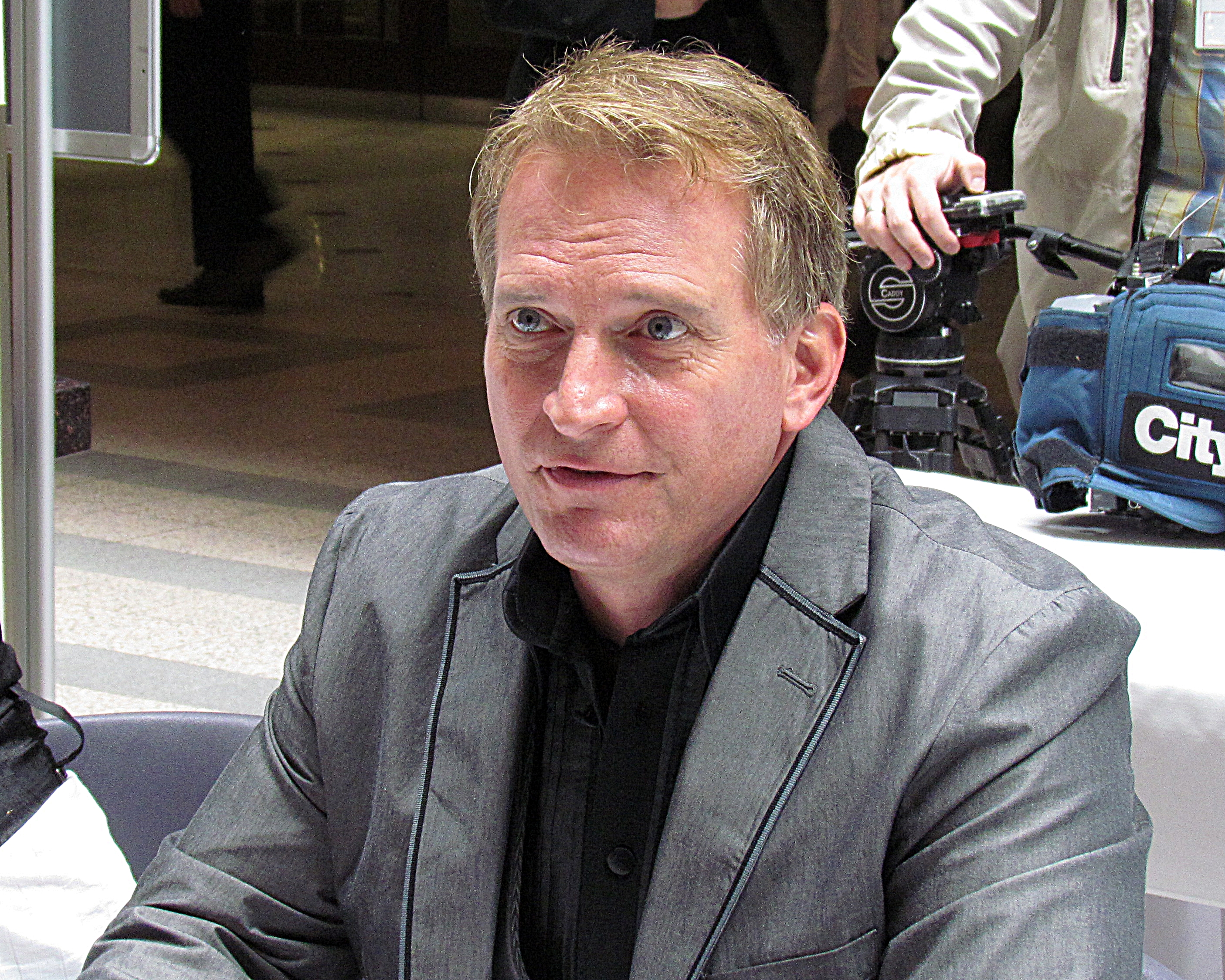
Rex Smith nel 2012

Rex Smith (Jacksonville, 19 settembre 1955) è un attore e cantante statunitense.

## Biografia
Smith è il fratello di Michael Lee Smith, il cantante della rock band Starz.
Rex Smith è stato sposato quattro volte. La prima moglie fu Lois Smith, ex coniglietta playboy, con cui è stato sposato dal 1978 al 1983.
La seconda moglie è stata Jamie Buell, sposata il 28 febbraio 1987 da cui ha divorziato nel 1995. La coppia ha due figlie, Meagan Elizabeth (1987) e Madison Marie (1990).
La terza moglie è stata Courtney Schrage, sposata nel 1998 da cui si è separato pochi anni dopo. In seguito lei è diventata la sua manager. La coppia ha un figlio, Gatsby Richard (nato nel 1999) e una figlia, Savannah.
La quarta moglie è attualmente la dott.ssa Tracy Lin, di origini taiwanesi ma nata e cresciuta a Los Angeles. Si sono sposati a settembre 2009.
Smith ha anche un figlio da Karen Lakey, una rappresentante della compagnia di dischi con cui ha avuto una relazione negli anni 70. Il figlio Brandon è nato nel 1980. Padre e figlio si sono incontrati per la prima volta nel 1997.

## Carriera

### Musica
Nei primi anni settanta Smith era il cantante principale di una band di Athens, Georgia, chiamata Phaedra. Smith ha poi cantato in un gruppo hard rock chiamato Rex.
Nel 1979, ha inciso un singolo di successo presente nel film televisivo Sooner or Later (nel quale ha anche recitato), dal titolo "You Take My Breath Away", che ha raggiunto il n. 10 della Billboard Hot 100. La canzone, presente nell'album della colonna sonora del film (Disco di platino), è stata scritta da Bruce Hart mentre la musica è di Stephen J. Lawrence. Per molti anni è stato un punto fermo nelle playlist delle stazioni radio negli USA.
Nel 1981 Smith raggiunse di nuovo il successo con un remake di Everlasting Love, in un duetto con la cantante Rachel Sweet.
Il suo ultimo album è stato pubblicato nel 2000 ed è intitolato Simply... Rex. È stato ripubblicato nel 2006 e rinominato You Take My Breath Away.

### Attore
Rex Smith intraprese negli anni ottanta la carriera di attore. Il ruolo per il quale è maggiormente conosciuto è quello del protagonista nella breve serie Il falco della strada del 1985. In seguito è apparso come guest star in altri programmi televisivi, come Love Boat, Baywatch, Caroline in the City e JAG - Avvocati in divisa.
Tra i suoi lavori più interessanti la partecipazione al film Le regole dell'omicidio (1994) di Rick King.
Nel 1988 ha lavorato con Jay Kamen per la realizzazione del film Transformations. Ha lavorato anche in alcuni musical, tra i quali la produzione canadese del musical di Andrew Lloyd Webber Sunset Boulevard.

## Filmografia parziale
- California Fever – serie TV, episodio pilota (1979)
- Love Boat (The Love Boat) – serie TV, 3x26 (1980)
- Saturday Night Live – serie TV, (1980)
- I pirati di Penzance (The Pirates of Penzance), regia di Wilford Leach (1983)
- Nel regno delle fiabe (Faerie Tale Theatre) – serie TV, episodio 3x05 (1984)
- Il falco della strada (Street Hawk) – serie TV, 13 episodi (1985)
- Love, American Style – serie TV, un episodio (1986)
- La signora in giallo (Murder, She Wrote) – serie TV, 2x18 (1986)
- Houston Knights - Due duri da brivido (Houston Knights) – serie TV, 2x3 (1987)
- New York New York (Cagney & Lacey) – serie TV, un episodio (1988)
- Processo all'incredibile Hulk (The Trial of the Incredible Hulk), regia di Bill Bixby – film TV (1989)
- Perry Mason: Morte a tempo di rock (Perry Mason: The Case of the Silenced Singer), regia di Ron Satlov – film TV (1990)
- Così gira il mondo (As the World Turns) – serie TV, 40 episodi (1990-1992)
- Due poliziotti a Palm Beach (Silk Stalkings) – serie TV, 2x17 (1993)
- Cobra Investigazioni (Cobra) – serie TV, episodio 1x15 (1994)
- Sentinel (The Sentinel) – serie TV, 2x16 (1997)
- JAG - Avvocati in divisa (JAG) – serie TV, 3x02 (1997)
- Caroline in the City – serie TV, 3x4 (1997)
- Richie Rich e il desiderio di Natale (Richie Rich's Christmas Wish), regia di John Murlowski – film TV (1998)
- Pacific Blue – serie TV, 3x18 (1998)
- Baywatch – serie TV, 9x10 (1998)
- Malibu, CA – serie TV, 2x2 (1999)
- The Norm Show – serie TV, episodio 2x15 (2000)
- Just Cause – serie TV, episodio 1x11 (2002)

## Doppiatori italiani
Nelle versioni in italiano delle opere in cui ha recitato, Rex Smith è stato doppiato da:
- Luca Ward ne I pirati di Penzance
- Rodolfo Baldini ne Il falco della strada
- Teo Bellia in La signora in giallo
- Angelo Maggi in Processo all'incredibile Hulk
- Christian Iansante in Le regole dell'omicidio